# Inhuco
Inhuco es una localidad caboverdiana del municipio de São Filipe.

## Geografía
La localidad está situada en la isla Fogo.

## Organización territorial
La localidad abarca los lugares y barrios de:
- Achada Fora
- Inhuco
- Inhuco Baixo
- Passagem
- São Braz
- São Martihno
- Zambugueiro